# Chō seimeitai Transformer - Beast Wars Neo
Chō seimeitai Transformer - Beast Wars Neo (超生命体トランスフォーマー ビーストウォーズ・ネオ?, Chō seimeitai Transformer - Bīsuto Wōzu Neo) è una serie animata dei Transformers realizzata in Giappone, come seguito di Beast Wars II - Chō seimeitai Transformer. Come per la precedente, anche questa serie TV è stata creata con animazione classica giapponese. La serie è inedita in Italia.

## Trama
I protagonisti sono nuovi gruppi delle fazioni dei Maximal e Predacon per il possesso di una fonte di energia chiamata Angolmois, rinchiusa nell Capsule Angolmois. Vector Sigma e il Consiglio Convoy inviano una nuova squadra di Maximal sotto il comando di Big Convoy per indagare sulla scomparsa di Lio Convoy. Allo stesso tempo, un nuovo imperatore di distruzione di nome Magmatron li segue a Gea per trovare le Capsule Angolmois, e i Maximal devono fermare lui e i suoi Predacon. Durante il culmine delle loro battaglie, Unicron appare nel corpo di Galvatron, capo dei destron nella serie Beast Wars II, per conquistare Cybertron. Costretti forzatamente a collaborare per sopravvivere, i Maximal e i Predacon si alleano per combattere una furiosa battaglia finale contro il malvagio Unicron. Dopo una'epica battaglia, le due squadre alleate vincono e Vector Sigma invita ogni Predacon e ogni Maximal e per aiutare a ricostruire Cybertron.

## Personaggi

### Maximal
- Big Convoy: leader Maximal, conosciuto come un guerriero solitario e "esercito in un sol uomo", è un combatente molto abile e potente. Sulbpetto custodisce una Energon Matrix, molto simile alla Matrice del Comando di Optimus Prime. Si trasforma in un mammut. Ha molte armi, i Thunder Tompha nascosti negli avambracci, gli Anchor Missiles sulle gamve ma la più importante è il Big Cannon, in grado di evolvere nel Matrix Buster, inserendovi la Matrice. Viene incaricato, nonostante le sue tendenze da lupo solitario a fare da istruttore a un gruppo di cadetti. Con gli allievi, parte per una indagine sul pianeta Gaia, dove trova un messaggio di Lio Convoy (capo Maximal della serie Beast War 2) e inizia la missione per recuperare le capsule di energia Angolmois, disperse in diversi pianeti. Influenzato da Vector Sigma, fa spesso, alla fine di ogni avventura, un discorso edificante e smielato, per poi affermare che le parole appena dette "non sono da lui".
- Longrack: cadetto Maximal, si trasforma in una giraffa. Ha il punteggio scolastico più alto rispetto ai suoi compagni e una mente molto strategica. Viene nominato comandante in campo del gruppo da Big Convoy, tuttavia non viene ascoltato spesso dai compagni. La sua arma principale sono due lanciamissile sulla schiena
- Cohrada: Cadetto agli ordini di Big Convoy, si trasforma in un cobra, il braccio destro è la coda e funge da tentacolo/frusta, al braccio sinistro è collegata un'arma da fuoco. In forma animale, è in grado di sputare fuoco. Litiga molto con Break, col quale ha un rapporto di rivalità. Possiede una trasformazione "battle mode", in cui si trasforma in un cannoncino che i suoi compagni possono usare.
- Zampone: Cadetto Maximal dal carattere timido e pridente, Assume la forma di un coniglio. La sua reticenza viene scambiata per codardia dai compagni, tuttavia, in alcune occasioni si è dimostrato eroico nel salvare i compagni in situazioni pericolosi, affrontando da solo avversari ben più potenti, come lo stesso Magmatron. Ha notevolissime capacita di localizzazione ed è un eccellente navigatore. Possiede una trasformazione "battle mode" vista solo nel penultimo episodio, in cui si trasforma in una tenaglia/forbice che i suoi compagni possono usare come arma.
- Break: cadetto Maximal energico ed entusiasta, si trasforma in un pinguino. Ha un lanciamissile sul braccio destro. proprio lui propone ai compagni di tendere una trappola al nuovo istruttore nel primo episodio. Entra spesso in contrasto con Cohrada, con cui ha un rapporto di rivalità/stima. Possiede una trasformazione "battle mode", in cui si trasforma in un blaster che sprigiona tre raggi che si intrecciano tra loro, che i compagni possono impugnare
- Rockbuster: soldato Maximal, ha grande stima di Big Convoy, con cui ha lottato fianco a fianco. SIsorprende a saperlo un istruttore e lo incoraggia a tornare a formare una partnership con lui, ma desiste vedendolo cambiato dalla sua esperienza come istruttore. Si trasforma in granchio.
- Randy: si trasforma in una cinghiale. Protegge l'ambiente del pianeta Tube
- Mach Kick: si trasforma in un cavallo tecnorganico blu. SI unisce al gruppo di Big Convoy, inizialmente ha un rapporto di rivalità con Longrack, ma poi diventano buoni amici. Viene nominato anche lui luogotenente.
- Sharp Edge: Si trasforma in un pescesega, le sue armi sono l'Adamantine Sword e l'Adamantine Tail. Vive sul pianeta Acquarius. SOgna di sconfiggere Big Convoy in un regolare duello
- Bump: si trasforma in un armadillo gigante brasiliano rosso, le sue armi sono il Chain Bomber e il Claw Blaster. Conduce ricerche scientifiche sul pianeta Tasmo
- Survive: si trasforma in un orso nero. Leggendario istruttore Maximal, è stato l'insegnante di Big Convoy, ha un partner drone a forma di pipistrello, Survive. Ritenendo l'opera di insegnante di Big Convoy insufficiente, si sostituirà in un episodio come istruttore della squadra, cambiando idea dopo aver capito la validità del vecchio allievo
- True One: Partner di Survive, è un pipistrello robotico
- Heinrad: cadetto Maximal agli ordini di Big Convoy, si trasforma in un tanuki (animale mitologico giapponese simile a un procione), è piuttosto pigro e dormiglione, spesso consulta un taccuino di appunti dove si è appuntato molte informazioni importanti. Ha il potere di fermare il tempo, grazie a un meccanismo, simile a un quadrante di un orologio, visibile sul suo addome sia in forma robotica che animale. In realtà non è un cadetto ma un osservatore inviato da Vector Sigma per supportare la squadra. Rivela di essere più vecchio di Big Convoy

#### Altri
- Great Convoy: capo Maximal, di lui si sa poco. molto simile agli altri leader maximal, si distingue per essere avvolto da un mantello. guida la frotta di astronavi Maximal contro Unicron, e sembra venire distrutto a seguito della disfatta, contro questi
- Lio Convoy: leader Maximal protagonista della precedente serie. Scomparso dopo la sua avventura nel pianeta Gaia, proprio per questo viene ricercato dal gruppo di Big Convoy, insieme alle Capsule Angolmois. Riappare verso la fine per mettere in guardia Big Convoy contro il ritorno di Unicron, collegando la sua matrice con quella del collega. Riappare durante la battaglia finale per dare manforte a BIg Convoy e permettendogli di usare l'arma definitiva, il Matrix Buster. Insieme a Big Convoy viene nominato Great Convoy da Vector Sigma dopo la battaglia finale.

### Predacon
- Magmatron: leader dei predacon e nuovo " Imperatore della Distruzione", viene formato da tre forme animale rappresentate da tre rettili mesozoici: il Heartsaurus (Giganotosauro), Skysaurus (Queztzalcoatlus), Seasaurus (Elasmosauro), ma le sue forme animali si possono combinare per formare una mostruosa chimera, il Magmasauro. Non esita a mettere in pericolo i suoi guerrieri per ottenere i suoi scopi. Cerca di fermare Galvatron/Unicron, ma viene sconfitto da questi. Interviene nella battaglia finale, riuscendo a separare Unicron da Vector Sigma. Dopo la battaglia finale, guiderà ancora i suoi seguaci in un ultimo assalto...
- Guiledart: predacon, si trasforma in un triceratopo. La sua arma principale è il Thunder Horn, una scarica elettrica generata dalle corna della sua testa da triceratopo, che diventa il suo pugno destro.
- Saberback. Guerriero predacon, si trasforma in uno stegosauro. Il suo attacco è il Triple Claw, formato dalla sua coda che si apre in un artiglio a tre denti. La sua stessa coda, nella stessa maniera può mimare un fiore. mentre il corpo è nascosto sottoterra, per catturare i nemici. Ha un carattere molto vanitoso. Millanta capacità magiche, come creare illusioni, ma è un insicuro e un codardo.
- Sling: guerriero predacon si trasforma in dimetrodonte. La vela si apre in uno scudo, ma nella forma animale può essere usata per mimmetizarlo, da aperta, facendolo sembrare una pianta per poi chiudersi sui nemici come una tagliola
- Dead End: Predacon combattivo, vuole sempre dimostrare la propria forza sconfiggendo avversari forti in un faccia a faccia. Si trasforma in una ammonite. LA sua arma principale è il dead gun, arma che presenta alcuni tentacoli e funge da blaster
- Hydra: si trasforma in un pteranodonte, la sua arma sono i fucili Wing Shot (rassomiglia a terrorsaurus della serie beast War-Biocombact, di cui è una riedizione)
- Crazybolt :si trasforma in una lucertola, la sua arma è il Tail Riffle
- Archadis: si trasforma in un Archaeopteryx (un uccello preistorico), le sue armi sono il fucile Founder SHot le Wing Bomb (destra e sinistra)
- Hardhead: si trasforma in un pachicefalosauro, è armato della spada Pilesaber e del Revolution SHield. (è una rivisitazione del predacon/maximal Dinobot della serie Beast War- Biocombact). Occupa il pianeta Intel, di cui conquista i territori per i Predacon
- Bazooka: si trasforma in un Euplocephalus, la sua arma è l'Axe Buster, usabile sia come fucile che come arma bianca.
- Killer Punch: si trasforma in un stiracosauro, le sue armi sono Killer sword e Head Punch

#### Altri
- Unicron / Galvatron: come Galvatron era leader dei Predacon della serie precedente. Viene posseduto dalla coscienza di Unicron, diventando il vero antagonista finale. Dato che il suo corpo è diventato di sola, pura energia, vuole ricostruire un corpo solido e diventare il padrone (ed unico essere vivente) dell'universo. Può assorbire ogni forma di energia, ma il colpo del Matrix Buster lo sovraccarica, distruggendolo. Prima, però, era riuscito a fondersi con Vector Sigma, creando un nuovo corpo per Unicron usando la stessa Cybertron

- Blentron: sono tre potenti transformers che formano una terza fazione. Sono i seguaci di Unicron, con lo scopo di rubare le capsule Angolmois per usarne l'energia per far tornare il loro padrone. Sono tutti e tre dei Fuzor, ovvero possessori di una forma animale ibrida (come Griffon/Silverbolt e Serpex nella serie Beast Wars/Biocombact). Hanno ilnpotere di creare dei varchi dimensionali.
- Drandron: si trasforma in un ibrido tra lucertola/libellila. Le sue "tecniche" sono Drancutter, Clamp Missiles e Lizzard Claw (redeco di Sky Shadow)
- Elphorpha: brutale blentron, si trasforma in un ibrido tra orca/elefante, ha una grande forza, produce acido e può aderire a pareti e soffitti. È armata del Killer Tusk e del Killer Shooter(redeco di Torca)
- Ratorata:crudele blendtron capace di trasformarsi in un ibrido tra peace leone/calabrone, brandisce il Poison Arrow, il Dust Hornet e il Lato Thrasher(redeco di Injector)
- Navi: drone simile a quello che accompagnava Lio Convoy nella serie precedente, supporta Big Convoy e i suoi cadetti
- D-Navi: drone che supporta i Destron di Magmatron, ha l'aspetto simile a una libellula. In ogni episodio, cambia il proprio nome con un nome femminile sempre diverso, offendendosi se i Destron dimenticano quale nome stia usando. È responsabile della tecnologia di teletrasporto dei Destron.

## Episodi
| Nº | Giapponese 「Kanji」 - Rōmaji                            | In onda           | In onda |
| Nº | Giapponese 「Kanji」 - Rōmaji                            | Giapponese        |         |
| 1  | 「ビッグコンボイ出撃せよ」 - biggukonboi shutsugeki seyo | 3 febbraio 1999   |         |
| 2  | 「謎のカプセルを追え」 - nazo no kapuseru wo oe          | 10 febbraio 1999  |         |
| 3  | 「氷点下の燃える心」 - hyōtenka no moe ru kokoro         | 17 febbraio 1999  |         |
| 4  | 「頑張れスタンピー」 - ganbare sutanpi                   | 24 febbraio 1999  |         |
| 5  | 「砂のしんきろう」 - suna noshinkirō                     | 3 marzo 1999      |         |
| 6  | 「恐竜合体マグマトロン」 - kyōryū gattai magumatoron     | 10 marzo 1999     |         |
| 7  | 「迷路の中の決闘」 - meiro no nakano kettō               | 17 marzo 1999     |         |
| 8  | 「ブラックホールの危機」 - burakkuhoru no kiki           | 24 marzo 1999     |         |
| 9  | 「副司令ロングラック」 - fuku shirei rongurakku          | 31 marzo 1999     |         |
| 10 | 「ワー! 食べられちゃった」 - wa! tabe rarechatta         | 7 aprile 1999     |         |
| 11 | 「時の惑星」 - tokino wakusei                            | 14 aprile 1999    |         |
| 12 | 「一人ぼっちのハイドラー」 - hitori bocchino haidora     | 21 aprile 1999    |         |
| 13 | 「ブレイクはデストロン?」 - bureiku ha desutoron?        | 28 aprile 1999    |         |
| 14 | 「航海日誌」 - kōkai nisshi                              | 5 maggio 1999     |         |
| 15 | 「マッハキック入隊志願!?」 - mahhakikku nyūtai shigan!?  | 12 maggio 1999    |         |
| 16 | 「最強兵器の星」 - saikyō heiki no hoshi                 | 19 maggio 1999    |         |
| 17 | 「困ったDNAVI」 - komatta DNAVI                          | 26 maggio 1999    |         |
| 18 | 「突撃! ランディー」 - totsugeki! randei                 | 2 giugno 1999     |         |
| 19 | 「物理学者バンプ」 - butsurigakusha banpu                | 9 giugno 1999     |         |
| 20 | 「ハードヘッドは石頭」 - hadoheddo ha ishiatama          | 16 giugno 1999    |         |
| 21 | 「深海の一騎討ち!!」 - shinkai no ichi ki uchi!!         | 23 giugno 1999    |         |
| 22 | 「奪われたガンホー」 - ubawa reta ganho                  | 30 giugno 1999    |         |
| 23 | 「熱血教官サバイブ」 - nekketsu kyōkan sabaibu           | 7 luglio 1999     |         |
| 24 | 「集まれ! 新戦士達」 - atsumare! shin senshitachi        | 14 luglio 1999    |         |
| 25 | 「謎のビースト戦士!?」 - nazo no bisuto senshi!?         | 21 luglio 1999    |         |
| 26 | 「奪われたカプセル」 - ubawa reta kapuseru               | 28 luglio 1999    |         |
| 27 | 「ブレントロンを追え!」 - burentoron wo oe!              | 4 agosto 1999     |         |
| 28 | 「怒りのマグマトロン」 - ikari no magumatoron            | 11 agosto 1999    |         |
| 29 | 「幻? ライオコンボイ」 - maboroshi? raiokonboi           | 18 agosto 1999    |         |
| 30 | 「ユニクロン復活!?」 - yunikuron fukkatsu!?              | 25 agosto 1999    |         |
| 31 | 「ユニクロンの野望」 - yunikuron no yabō                 | 1º settembre 1999 |         |
| 32 | 「戦え! サイバトロン」 - tatakae! saibatoron             | 8 settembre 1999  |         |
| 33 | 「サイバトロンの最期!?」 - saibatoron no saigo!?         | 15 settembre 1999 |         |
| 34 | 「最後の戦い」 - saigo no tatakai                        | 22 settembre 1999 |         |
| 35 | 「卒業式!!」 - sotsugyōshiki!!                           | 29 settembre 1999 |         |

## Colonna sonora
Sigla iniziale giapponese
Love For Ever: Kimi o mamoru tame ni (Love For Ever―君を守るために―? lett. "Amore per sempre, per proteggervi"), cantata da M.C.R.
Sigla finale giapponese
Te no naka no uchu (手の中の宇宙? lett. "L'universo in una mano"), cantata da Hitomi Yūki